# María Elena Galiano
María Elena Galiano, née en avril 1928 et morte en octobre 2000, est une arachnologiste argentine. Elle a été l'une des principales taxonomistes des salticides  néotropicale. Galiano a travaillé au muséum des sciences naturelles Bernardino Rivadavia à Buenos Aires. Elle est morte dans un accident, le 30 octobre 2000,,. Le genre Galianora est nommé en son honneur.